# Reform (Alabama)
Reform [rɪˈfɔrm] ist eine Stadt im Pickens County, im Bundesstaat Alabama, in den USA. Die Siedlung wurde am 2. März 1898 als eigenständige Gemeinde anerkannt und hatte im Jahr 2010 ca. 1702 Einwohner. Das U.S. Census Bureau hat bei der Volkszählung 2020 eine Einwohnerzahl von 1.520 ermittelt.
Benannt sein soll die Stadt nach dem Ausruf „Reform!“ eines im Jahr 1819 durchreisenden methodistischen Predigers namens Lorenzo Dow.